# Södertälje Fotbollsarena
Die Södertälje Fotbollsarena ist ein Fußballstadion im Stadtteil Geneta der schwedischen Stadt Södertälje. Die Anlage ist Austragungsort der Heimspiele der lokalen Fußballvereine Assyriska Föreningen und Syrianska FC.

## Geschichte
Die Södertälje Fotbollsarena wurde nach dem Aufstieg von Assyriska Föreningen in die Allsvenskan Ende 2005 in Auftrag gegeben, um das vorher genutzte Stadion Bårsta IP zu ersetzen. Im November 2005 wurde die für 12 Millionen Euro erbaute Arena eröffnet. Im Rahmen der Ausspielung der Royal League 2005/06 nutzten die Stockholmer Klubs Hammarby IF und Djurgårdens IF das Stadion zum Teil für ihre Heimspiele. 

## Bauwerk
Die im Besitz der Gemeinde Södertälje befindliche Anlage besaß zunächst einen Naturrasenplatz, der 2008 durch Kunstrasen ersetzt wurde und unter dem eine Rasenheizung verlegt ist. Das Stadion bietet 5.785 Zuschauern Platz, davon 3.460 Sitz- und 2.325 Stehplätze. Die Kapazität kann jedoch mit Zusatztribünen auf bis zu 9.500 Plätze erweitert werden. Der Zuschauerrekord liegt bei 8.453 Anhängern beim Lokalderby zwischen Assyriska Föreningen und Syrianska FC im Rahmen der Zweitligaspielzeit 2009 im Mai des Jahres.